# Baccharis rhetinodes
Baccharis rhetinodes là một loài thực vật có hoa trong họ Cúc. Loài này được Meyen & Walp. mô tả khoa học đầu tiên năm 1843.